# ديف ماكنالي
ديف ماكنالي (بالإنجليزية: Dave McNally)‏ هو لاعب كرة قاعدة أمريكي، ولد في 31 أكتوبر 1942 في بيلينغز في الولايات المتحدة، وتوفي بنفس المكان في 1 ديسمبر 2002 بسبب سرطان الرئة.

## وصلات خارجية
- ديف ماكنالي على موقع دوري كرة القاعدة الرئيسي (الإنجليزية)
- ديف ماكنالي على موقعبيزبول رفرنس.كوم (الدوري الرئيسي) (الإنجليزية)
- ديف ماكنالي على موقعبيزبول رفرنس.كوم (الدوري الثانوي) (الإنجليزية)
- ديف ماكنالي على موقع إي إس بي إن.كوم (أم.أل.بي) (الإنجليزية)
- ديف ماكنالي على موقع مشجعي الرسوم البيانية (الإنجليزية)